# Luc Terlinden
Luc Christian Joseph Terlinden (* 17. října 1968, Etterbeek) je belgický římskokatolický duchovní a arcibiskup mechelensko-bruselský. 

## Stručný životopis
Po maturitě v roce 1980 začal studovat na Université catholique de Louvain, kde získal bakalaureát obchodního inženýrství, následně na Katholieke Universiteit Leuven získal magisterský titul z ekonomických věd. V roce 1993 vstoupil do arcidiecézního semináře v Bruselu a po studiích filosofie a teologie byla v roce 1988 vysvěcen na jáhna a o rok později přijal kněžské svěcení; inkardinován byl do diecéze mechelensko-bruselské. Ve studiích pokračoval na akademii Alfonsiana, kde získal licenciát a následně i doktorát v morální teologii; tématem jeho doktorátu byly prameny morálky v moderním člověku, týkal se filozofa Charlese Taylory a o svědomí podle kardinála Johna Henryho Newmana. Po návratu do diecéze (2003) působil v pastoraci, roku 2017 se stal ředitelem frankofonního semináře a kanovníkem metropolitní kapituly v Mechelenu. Roku 2019 byl jmenován generáním vikářem diecéze. 

## Biskupská služba
Dne 22. června 2023 jej papež František jmenoval arcibiskupem mechelensko-bruselským  a o několik dní později, 28. června 2023, také vojenským ordinářem Belgie. Dne 29. června 2023 přijal ve vatikánské bazilice pallium, svěcení přijal 3. září 2023 z rukou svého předchůdce Jozefa De Kesela v mechelenské katedrále.